# Christian Pfaff (Politiker)
Christian Pfaff (* 6. Januar 1770 in Antwerpen; † 2. Mai 1845 in Aschaffenburg) war ein deutscher Handelsmann. Von 1818 bis 1824 war er der erste Bürgermeister der unterfränkischen Stadt Aschaffenburg im Freistaat Bayern.

## Leben
Durch das neue Zweite Gemeindeedikt (17. Mai 1818) bekam die Stadt Aschaffenburg Teile ihres Selbstverwaltungsrechtes zurück. Nach Verkündigung der bayerischen Verfassung (27. Mai 1818) dem Ende der „provisorischen Regierung der Stadt und des Fürstenthums Aschaffenburg“ und dem „Schwur an die königliche Krone von Bayern“ (31. Mai 1818) wurden am 28. September 1818 der neue Magistrat und der Bürgermeister gewählt. Zum ersten Stadtoberhaupt nach dem Ende der „Dalberg-Ära“ berief der Stadtmagistrat im Einvernehmen mit den Gemeindebevollmächtigten den Handelsmann Christian Pfaff, ehemals Deputatus und Buchhalter des Pfandhauses. Die feierliche Einführung in sein Amt fand am 5. Februar 1819 auf dem Stiftsplatz statt.
Christian Pfaff kam nach Aschaffenburg, um sich dort als Handelsmann niederzulassen. Am 23. Februar 1811 beantragte er seine Annahme als Bürger und bat um Aufnahme als Mitglied in den Handelsstand; beides wurde ihm nach Vorlage der notwendigen Unterlagen am 29. März 1811 gewährt. Bereits 1801 hatte er die aus Aschaffenburg stammende Anna Ursula Bertha (1778–1823) geheiratet, die ihm elf Kinder gebar (fünf Söhne, sechs Töchter). Einer der Söhne, Adolph Pfaff (* 1805; † 1856), war Student der Forstschule und 1844 dort Professor. In dieser Position leitete er im Revolutionsjahr 1848 als Hauptmann das von den Forstkandidaten gebildete Freikorps. 1855 wurde er Forstmeister in Köthen/Rhön, starb aber ein Jahr später. Die Aberkennung des Marktrechts und die Aufhebung des Wasserzolls führten dazu, dass Pfaffs Amtszeit von großen finanziellen Problemen gekennzeichnet war. Nach Unstimmigkeiten zwischen Magistrat und Gemeindekollegium trat er im Sommer 1824 von seinem Amt zurück.
Am 2. Mai 1845 verstarb Christian Pfaff an Altersschwäche in Aschaffenburg.